# Ernst Goudsmit
Ernst Goudsmit (11 april 1903 - 6 februari 1967) was een Nederlandse bridgespeler. Onder zijn invloed en die van zijn broer Frits Goudsmit werd bridge na de Tweede Wereldoorlog in Nederland populair. Hij werd zesmaal Nederlands kampioen in de Meesterklasse bridge en won zesmaal een medaille op het Europees kampioenschap. 
Ernst Goudsmit maakte in de jaren voor de Tweede Wereldoorlog samen met zijn broer Frits ononderbroken deel uit van het Nederlandse team. Nederland eindigde vrijwel altijd hoog; er waren zilveren medailles in 1932, 1933 en 1934, derde plaatsen in 1936 en 1938 en vierde plaatsen in 1937 en 1939. Ook na de oorlog speelden de broers Goudsmit nog enkele keren in het Nederlands team maar niet altijd meer samen omdat Frits met een andere partner speelde. Ernst Goudsmit behaalde nog een 7e plaats in 1950 en 1951, 8e plaats in 1954 en 3e plaats in 1955.
In eigen land werd hij na de Tweede Wereldoorlog zesmaal Nederlands kampioen in de meesterklasse. De eerste keer was dat in het seizoen seizoen 1950/1951 met Cor van Bemmel Suyck - Martijn Cats en zijn broer Frits, in de seizoenen 1951/1952 - 1955/1956 vijfmaal achter elkaar met een team dat in wisselende opstellingen bestond uit Martijn Cats, Ernst en Frits Goudsmit, Kater en Jut Kramer.
Ook voor de oorlog waren de broers Goudsmit met hun Amsterdamse Continental Club al diverse keren winnaars in een competitie die toen wat anders was georganiseerd.
Goudsmit schreef in de krant de Groene onder het pseudoniem B.M. de Groene. Naast het bridgen was zijn beroep jurist in een advocatenkantoor. 

## Palmares
- 1932:  EK in Scheveningen
- 1933:  EK in Londen
- 1934:  EK in Wenen
- 1936:  EK in Stockholm
- 1938:  EK in Oslo
- 1955:  EK in Amsterdam